# クレディア
株式会社クレディアは、静岡県静岡市駿河区に本社を置くみなし貸金業者。消費者金融業を営んでいた。

## 沿革
- 1950年3月 - 創業
- 1957年7月 - 太陽商事有限会社設立
- 1972年9月 - 太陽商事株式会社改組
- 1990年4月 - 株式会社クレディア（初代）に商号変更
- 1995年11月 - 株式を店頭公開
- 1997年9月 - 東京証券取引所2部上場
- 1999年9月 - 東京証券取引所1部上場
- 2001年 - 株式会社パブリックを合併
- 2005年12月 - ジェーシービーと資本・業務提携し、伊藤忠ファイナンス保有株を譲り受け筆頭株主となる
- 2006年 - ジェーシービーグループのローンカード（「JCB first loan+」「JCB Business loan」「LINDA.f」）事業へ与信ノウハウを提供
- 2007年1月31日 - 事業者及び法人向けの専門店舗3店を除き、消費者ローンを取り扱う全有人店舗及び無人店舗をすべて閉鎖
- 2007年9月14日 - 民事再生法適用を申請、10月15日付けで上場廃止
- 2008年4月25日 - 支援先のスポンサー企業をかざかファイナンス(現クロスシード）株式会社と締結
- 2008年8月20日 - 民事再生計画案が可決され、同計画を認可決定される
- 2008年9月17日 - 既存株式の100%減資が確定
- 2008年10月1日 - 同社の全事業を株式会社フロックスに継承
- 2012年4月24日 - 株式会社フロックスに吸収合併される
- 2012年5月1日 - 株式会社フロックスが株式会社クレディア（2代）に商号変更
- 2012年7月13日 - Jトラストがクレディアの親会社であるネオラインホールディングスの株式を取得し、クレディアはJトラストグループ入り
- 2015年4月1日 - Jトラストがクレディアの全株式を売却（相手先については非公開）[1]
- 2015年5月頃 - 貸金業を廃業[2]
- 2015年10月1日 - 株式会社日本保証よりステーションファイナンス事業、イッコー事業、プリーバ事業、トライト事業、ヴィンテージ事業、フォーメイト事業、たかせん事業を吸収分割により取得
- 2015年10月頃 - 東京都中央区東日本橋に東京営業所を開設

## 民事再生手続き
岐阜市消費生活センターはクレディアの民事再生手続きにおける「債権届け出期間」（過払い債権を含む）は2008年11月26日までであることに注意を促したが、クレディアの再生管財人により2008年5月21日まで延長された。
クレディアは2008年5月22日に民事再生計画案を提出し、債権届出された過払利息返還請求権については①40％の弁済率で一括弁済する。②30万円までの少額債権は全額弁済する。また、債権届出ができなかった債権者も届出がなかったことによって失権することはなく、利息返還請求権が再生債権として確定すれば同様に弁済することを発表した。
その後、支援先スポンサー企業をかざかファイナンス（現Jトラスト）と締結、クレディアを吸収分割による契約により、2008年10月1日付で全事業をフロックスに譲渡した。
クレディアの法人格はその後も存続し、2012年にフロックスを存続会社としてフロックスとクレディアが合併し、フロックスの社名をクレディアに変更した。